# イク川
イク川（イクがわ、ロシア語: Ик, ラテン文字表記: Ik, タタール語: Ык, Iq、バシキール語: Ыҡ）は、ロシア中央部のバシコルトスタン共和国からオレンブルク州を経てタタールスタン共和国を流れる河川であり、カマ川（ヴォルガ川水系）に南から注ぐ支流である。長さは571km、流域面積は18,000平方km。左支流にはメーリャ川、メンゼリャ川、ディムカ川があり、右支流にはウセン川がある。
同じバシコルトスタンやオレンブルク州の地域を流れる、よく似た名前の川に、ボリショイ・イク川という川がある。これはウラル山脈南端からサクマラ川（ウラル川の支流）へ流れる川であり、別の川である。
バシコルトスタン共和国南西部からタタールスタン共和国南部にかけて広がるブグリマ＝ベレベーイ丘陵に発する。バシコルトスタン共和国ベレベーイの南から流れ、北へ向かってオレンブルク州との境界を流れた後、タタールスタン共和国との境界を流れる。タタールスタン共和国のメンゼリンスク付近でカマ川のダム湖、ニジネカムスク湖に合流している。合流点付近で川幅は70mほどになる。川の沿岸には広大な氾濫原が広がる。
イク川は11月半ばには凍結し、4月半ばに氷が解ける。流域の大きな街はバシコルトスタンのオクチャブリスキーで、そのほかにオレンブルク州のアブドゥリノ、タタールスタンのバヴルィ、バシコルトスタンのトゥイマズィなどがあり、シベリア方面に向かう幹線道路やシベリア鉄道に続く鉄道路線が川を渡っている。上流から中流にかけてのブグリマ＝ベレベーイ丘陵では1950年代に急速な油田開発がすすめられた。